# Chipaya
Chipaya è un comune (municipio in spagnolo) della Bolivia nella provincia di Atahuallpa (dipartimento di Oruro) con 2.849 abitanti dato 2010.

## Cantoni
Il comune è suddiviso in 3 cantoni.
- Ayparavi
- Chipaya
- Vestrullani